# Bryan Bassett
Bryan Bassett (* 11. srpna 1954 Pittsburgh, Pensylvánie) je americký kytarista, který hrál v několika pozoruhodných kapelách, ale pravděpodobně nejlépe známá byla Wild Cherry v sedmdesátých letech 20. století. Hrál také s Foghat a Molly Hatchet.